# アリギバ
ラジバグ（モンゴル語: ᠷᠠᠵᠠᠪᠠᠭ, ラテン文字転写: Razibaγ）は、モンゴル帝国の第11代カアン（元としては第7代皇帝）。
『元史』などの漢文史料では阿里吉八（ālǐjíbā,アリギバ）などと記されるが、これはチベット語名がモンゴル語風に訛ったものである。実際に、14世紀に編纂された『フゥラン・テプテル』などのチベット語史書では（チベット語: ར་ཁྱི་ཕག, ラテン文字転写: Ra khyi phag）、17世紀に編纂されたモンゴル語史書『蒙古源流』でもᠷᠠᠵᠠᠪᠠᠭ
ᠷᠠᠴᠠᠪᠠᠭ （Razibaγ,リギバ）と表記されており、これに従ってラキパクとも表記される。治世の元号を取って天順帝と呼ばれることもある。

## 生涯
傍系からカアンに即位した泰定帝イェスン・テムルの長男に当たり、弟にはパドマギャルポ、ソセ、ヨンダン・ジャンボらがいる。母のバブカンは長らくカアンの后妃を輩出してきた名門姻族コンギラト氏の出で、泰定元年3月20日（1324年4月14日）に5歳で立太子された。なお、イェスン・テムルは立太子の数日後に次男のパドマギャルポを晋王（ジノン＝モンゴル高原の統括者）に任じ、また甥のバラシリにオルドス高原のチャガン・ノールへ出鎮するよう命じており、クビライ時代に皇太子チンキム・安西王マンガラ・北平王ノムガンが大元ウルスの「三大王国」をそれぞれ治める体制への回帰（チンキムの立場がアリギバ、マンガラの立場がバラシリ、ノムガンの立場がパドマギャルポにそれぞれ相当する）を目指していたのではないかと推測されている。
致和元年7月（1328年8月）、泰定帝が病により上都で崩御すると、泰定帝の寵臣であった中書左丞相のダウラト・シャーによってカアンに擁立され、9月に上都で即位した。
しかし泰定帝の急死は、仁宗アユルバルワダの治世から不遇をかこっていたことに対し不満を募らせていた武宗カイシャン派の軍閥たちの決起を促した。8月、もう一つの都である大都に駐留していたキプチャク親衛軍の司令官エル・テムルは反乱を起こして大都の政府機関を占拠し、武宗の遺児の擁立を呼びかけた。ダウラト・シャーは梁王オンシャン（天順帝の従兄）を平章政事、中書右丞相のタシュ・テムルを軍の司令官としてエル・テムルとの交戦の準備を進めた。
天順帝の即位と同じ9月、荊湖北道の江陵にいた懐王トク・テムル（武宗の次男）が大都に迎え入れられ、天順帝に対抗してカアンを称した。天順帝を擁する上都側は反乱を押さえ込むために大都へと侵攻したが、迎え撃ったエル・テムルらの軍勢に敗北し、上都軍は潰走した。
10月になると内モンゴル東部を領する斉王オルク・テムル（ジョチ・カサルの子孫）が大都側について上都を囲み、天順帝とダウラト・シャーは完全に孤立した。ダウラト・シャーら上都側の首脳は大都軍に投降し、処刑された。天順帝も混乱の最中に没したが、どのような最期を遂げたかは不明である。
泰定帝の没後に起こったこれら一連のカアン位争いは、トク・テムルの立てた元号をとって「天暦の内乱」と呼ばれる。天順帝の死を知った上都側の支持者たちはエル・テムルに降伏するが、天暦の内乱は終結を迎えず、トク・テムルとその兄のコシラの間で帝位を巡る対立が続くこととなる。

## 晋王カマラ家
- セチェン・カアン（世祖クビライ）(Qubilai Qaγan ＞忽必烈/hūbìliè, قوبيلاى/Qūbīlāī)
  - 皇太子チンキム(Činkim ＞真金/zhēnjīn, چيم كيم/Chīm kīm)
    - 晋王カマラ(Kammala ＞甘麻剌/gānmálá, كملا/Kamalā)
      - イェスン・テムル・カアン（泰定帝）(Yesün Temür ＞也孫鉄木児/yěsūntiěmùér, ییسون تیمور/Yīsūn tīmūr)
        - ラキパク・カアン（天順帝）(Razibaγ ＞阿吉里八/ājílǐbā)
        - 晋王パドマギャルポ(Badima irgelbu ＞八的麻亦児間卜/bādemáyìérjiānbo)
        - ソセ太子(Söse ＞小薛/xiǎoxuē)
        - ヨンダン・ジャンボ太子(Yondan zhangbu ＞允丹蔵卜/yǔndānzàngbo)

      - 梁王スンシャン(Sungšan ＞松山/sōngshān, جونگشای/jūngšāī)
        - 梁王オンシャン(Ongšan ＞王禅/wángchán)
          - 雲南王テムル・ブカ(Temür buqa ＞帖木児不花/tiěmùér búhuā)

      - 湘寧王デルゲル・ブカ(Delger buqa ＞迭里哥児不花/diélǐgēér búhuā, دلگربوقا/delger būqā)
        - 湘寧王バラシリ(Balaširi ＞八剌失里/bālàshīlǐ)